# Thagria tingeyi
Thagria tingeyi är en insektsart som beskrevs av Nielson 1977. Thagria tingeyi ingår i släktet Thagria och familjen dvärgstritar. Inga underarter finns listade i Catalogue of Life.